# 清源环路
清源环路是位於中國上海市楊浦區一條東西走向道路，道路東起恒仁路，西至国和路，全长420米，车行道宽9米。
道路原本是农田。1932年，道路規劃围绕旧上海特别市政府大楼西侧的「内环路」，所以取名为府西内路，1932年至1933年先修成泥路。1935年铺設柏油路面。1958年更改为現在的名字。